# Garth Manton
Garth Manton   (Darling Point, 16 de desembre de 1929 - 1 de febrer de 2024) fou un remer australià que va competir durant la dècada de 1950.
Va estudiar a la Geelong Grammar School, on s'inicià en el rem. El seu club va ser el Mercantile Rowing Club de Melbourne. El 1956 va prendre part en els Jocs Olímpics d'Estiu de Melbourne, on guanyà la medalla de bronze en la prova del vuit amb timoner del programa de rem.
De 1991 a 2010 va ser el president de l'Angelsea Recreation and Sports Club. El 2010 va ser inclòs al Victorian Rowing Hall of Fame.